# Супутниківська сільська рада
Супу́тниківська сільська рада (рос. Спутниковский сельский совет) — сільське поселення у складі Світлинського району Оренбурзької області Росії.
Адміністративний центр — селище Первомайський.

## Населення
Населення — 369 осіб (2019; 598 в 2010, 993 у 2002).

## Склад
До складу сільської ради входять:
| Населений пункт       | Населення, осіб (2002) | Населення, осіб (2010) |
| --------------------- | ---------------------- | ---------------------- |
| Первомайський, селище | 846                    | 532                    |
| Польовий, селище      | 147                    | 66                     |